# Kingma State

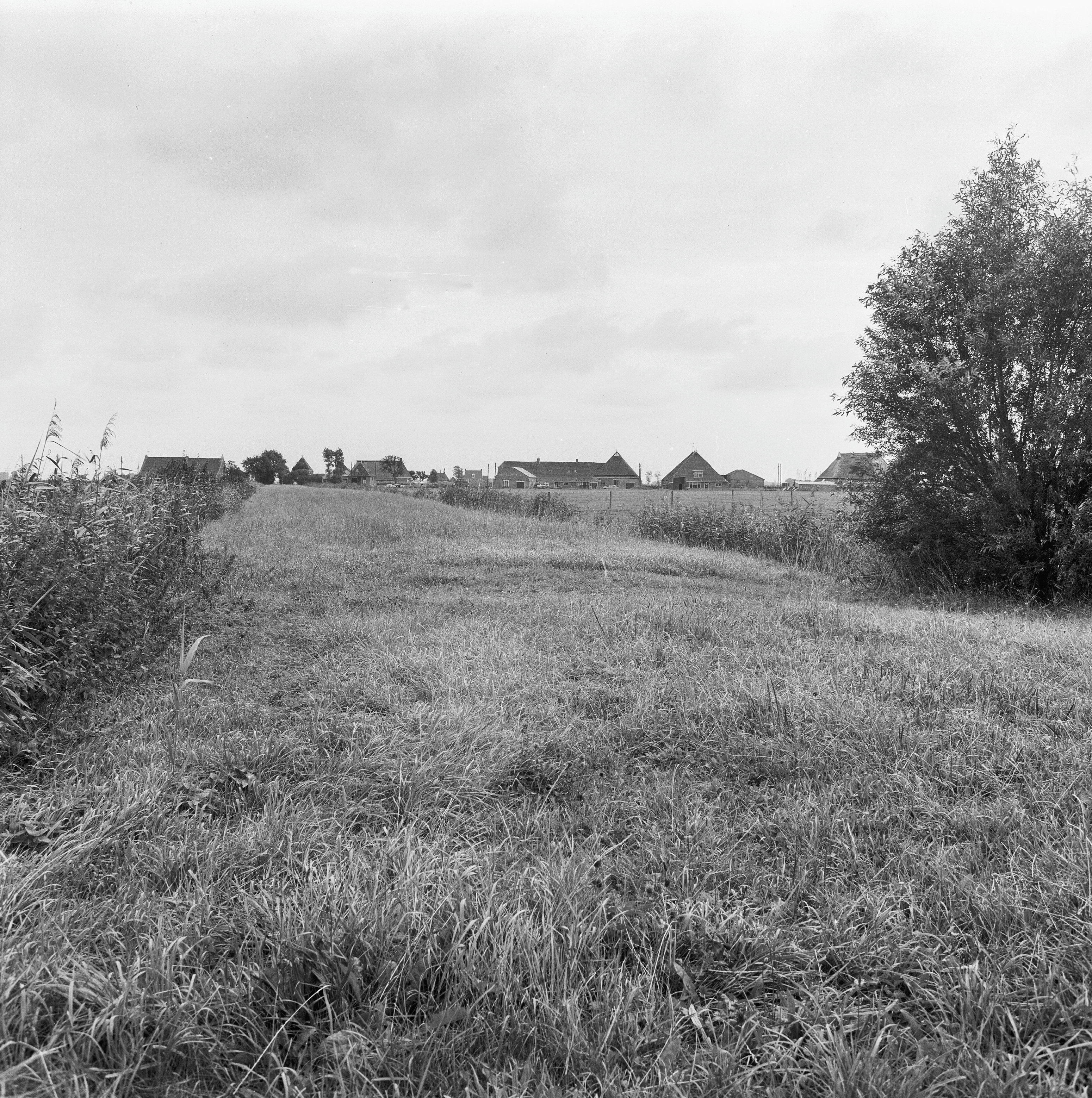
Voormalige weg naar Kingma State. Situatie september 1969

Kingma State is een voormalige state in het Friese dorp Zweins, afgebroken in de 19e eeuw. Het landhuis bevond zich enkele tientallen meters ten westen van het huidige adres Hoofdweg 24 in Zweins. Op deze locatie is nu een klein bos. De naam van de state is afkomstig van de familie Kingma, die de eerste bewoners waren. Later is de familie Beyma de state gaan bewonen. Julius Matthijs van Beyma thoe Kingma kreeg in 1821 toestemming de naam thoe Kingma toe te voegen aan zijn achternaam en werd in 1842 opgenomen in de Nederlandse adel. De laatste bewoners waren zijn zoon Ulbo Jetze Heerma van Beyma thoe Kingma en gezin.
Het gebied aan het Van Harinxmakanaal nabij de voormalige Kingma State draagt de (straat)naam Kingmatille. Tille betekent brug in het Fries. Hier bevindt zich ook het voormalig theehuis dat bij de state hoorde. Na het verbreden van het Van Harinxmakanaal in 1947 is de brug gesloopt en vervangen door een pont. Deze pont heeft tot in de jaren zestig gevaren. Door het wegvallen van eerst de brug en later de pont is Kingmatille in tweeën gesplitst. Sinds 2011 is er weer verbinding tussen beide oevers van het kanaal door middel van een fietspont (pontje Kingmatille of Keimpetille).